# Gunbird 2
Gunbird 2 är ett shoot 'em up-spel utvecklat av Psikyo. Det släpptes 1998 som arkadspel och släpptes sedan år 2000 till Dreamcast.